# Aristodemo (tirano de Megalópolis)
Aristodemo, filho de Artilas, foi um grego antigo, natural de Figália, que se tornou tirano de Megalópolis, e era chamado de "O Bom". Durante seu governo, os lacedemônios, liderados por Acrótato, filho do rei ágida Cleômenes II, invadiram Megalópolis e foram derrotados após uma batalha onde morreram vários combatentes, inclusive Acrótato.